# مسجد بيت الفتوح
مسجد بيت الفتوح (بالإنجليزية: The Baitul Futuh Mosque)‏، هو مجمع إسلامي في لندن بإنجلترا في المملكة المتحدة. وتقول الجماعة الإسلامية الأحمدية أنه أكبر مساجدها في أوروبا الغربية. شًيد المسجد عام 2003 بتكلفة قدرها 5.5 مليون جنيه استرليني من تبرعات أعضاء الجماعة الأحمدية. ويغطي المسجد مساحة قدرها 5.2 فدان (21000 متر مربع) ويستوعب بالكامل حوالي 10000 من المصلين.
يقع المسجد تحديداً في ضواحي لندن جهة الجنوب الغربي من موردن [الإنجليزية] في لندن بورو أوف ميرتون [الإنجليزية]، بجوار محطة السكة الحديد جنوب موردن، وتقريباً يبعد 700 متر فقط من محطة مترو الأنفاق بموردن.

## معرض الصور

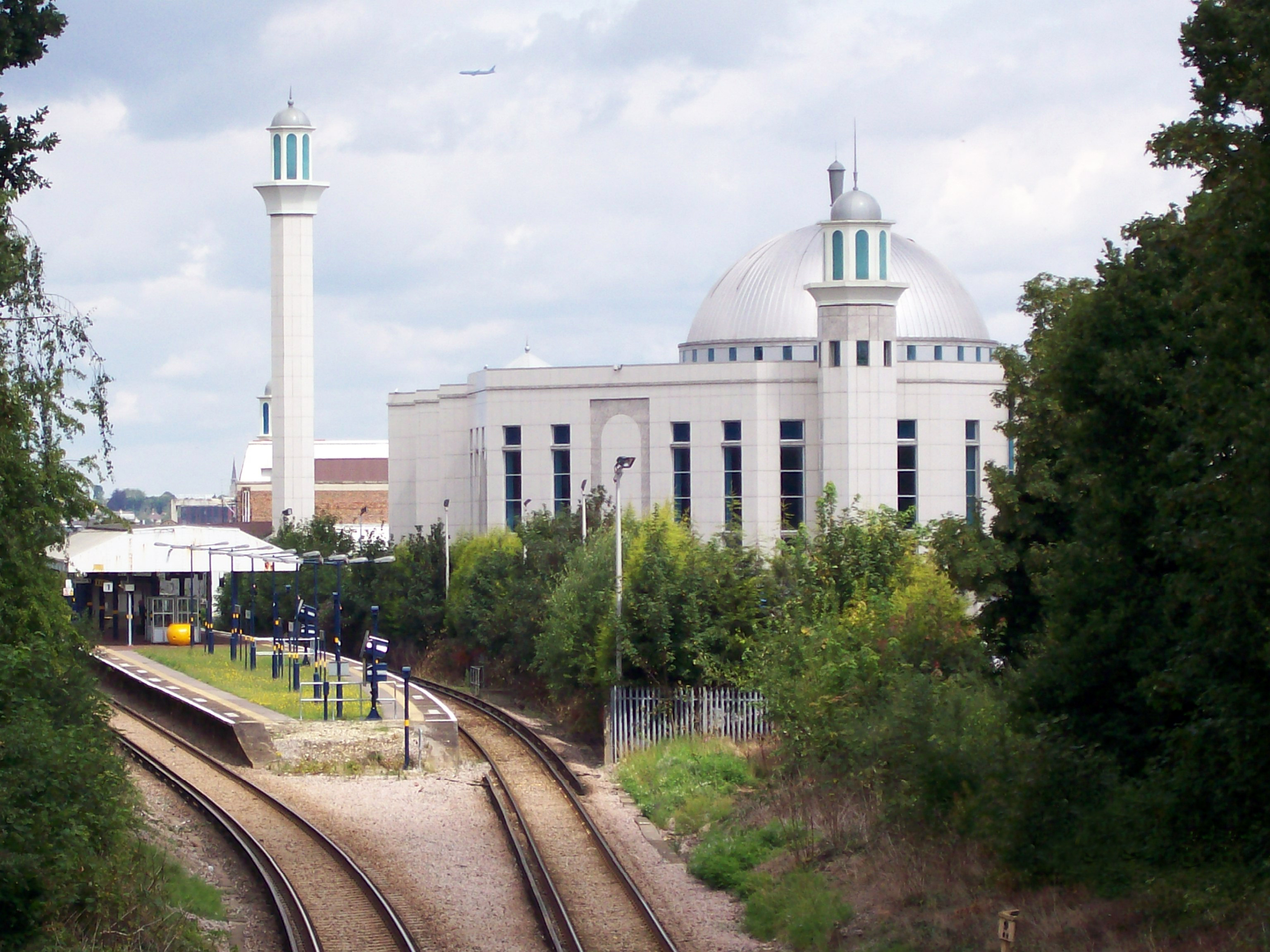
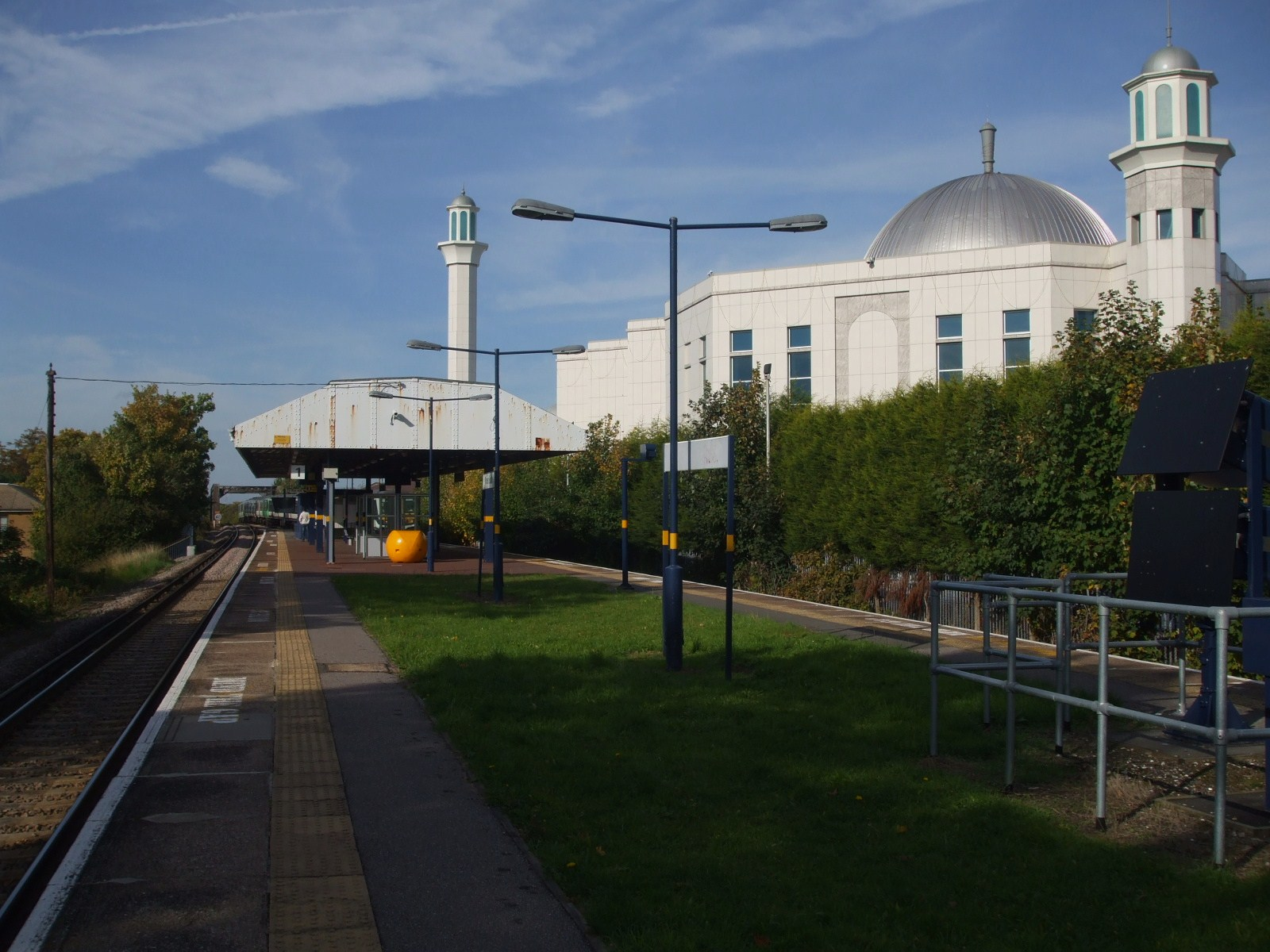
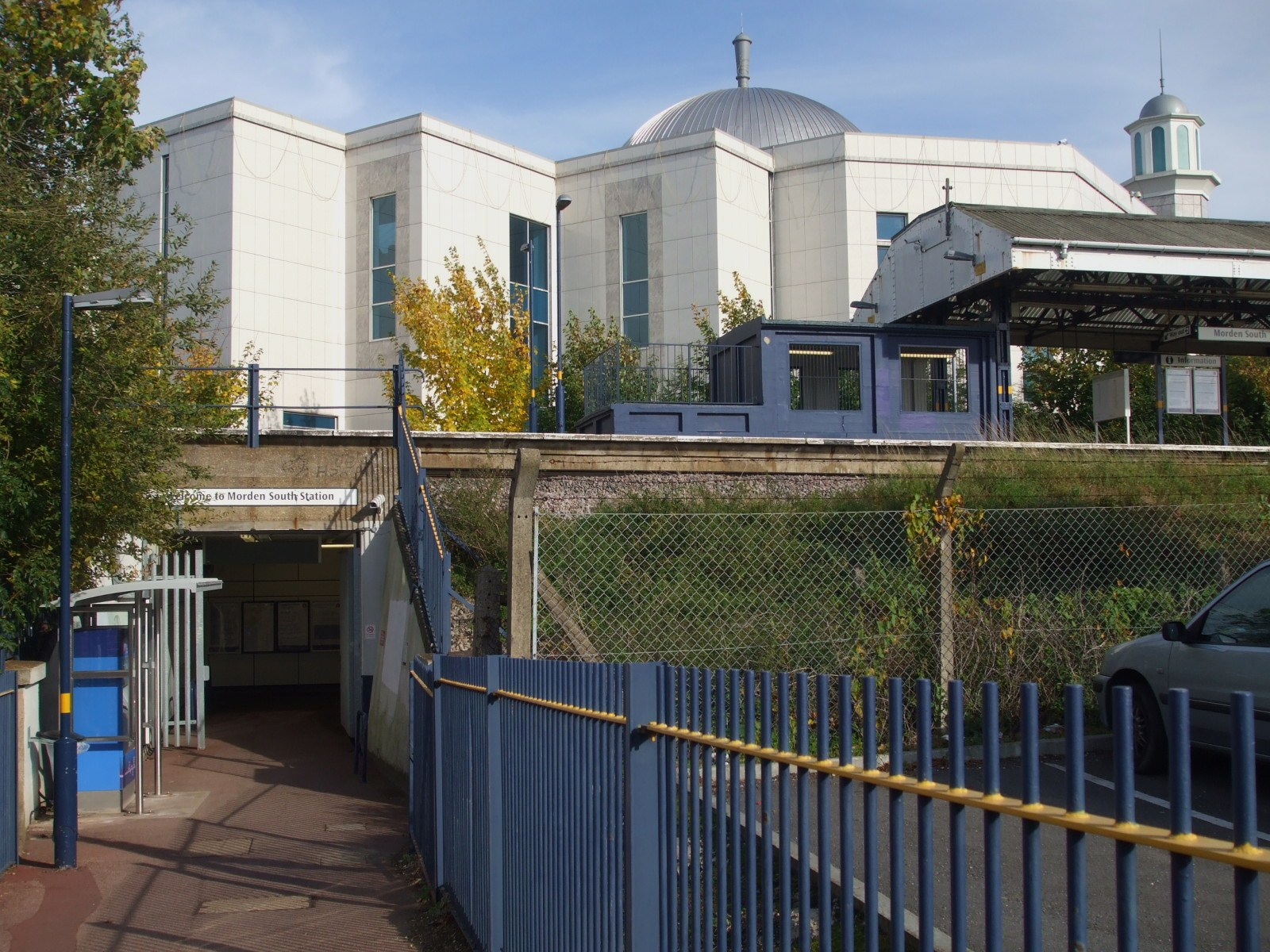
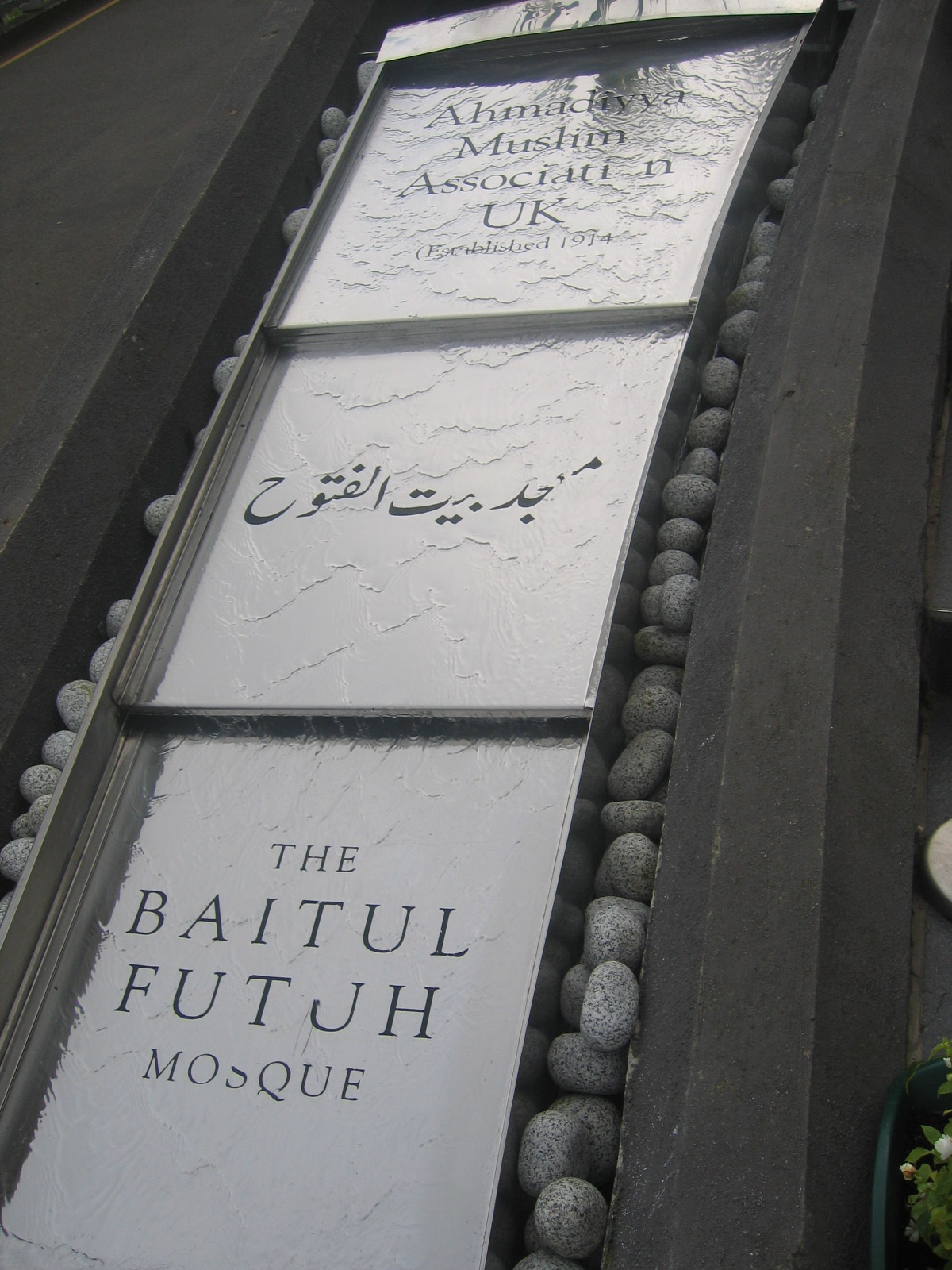
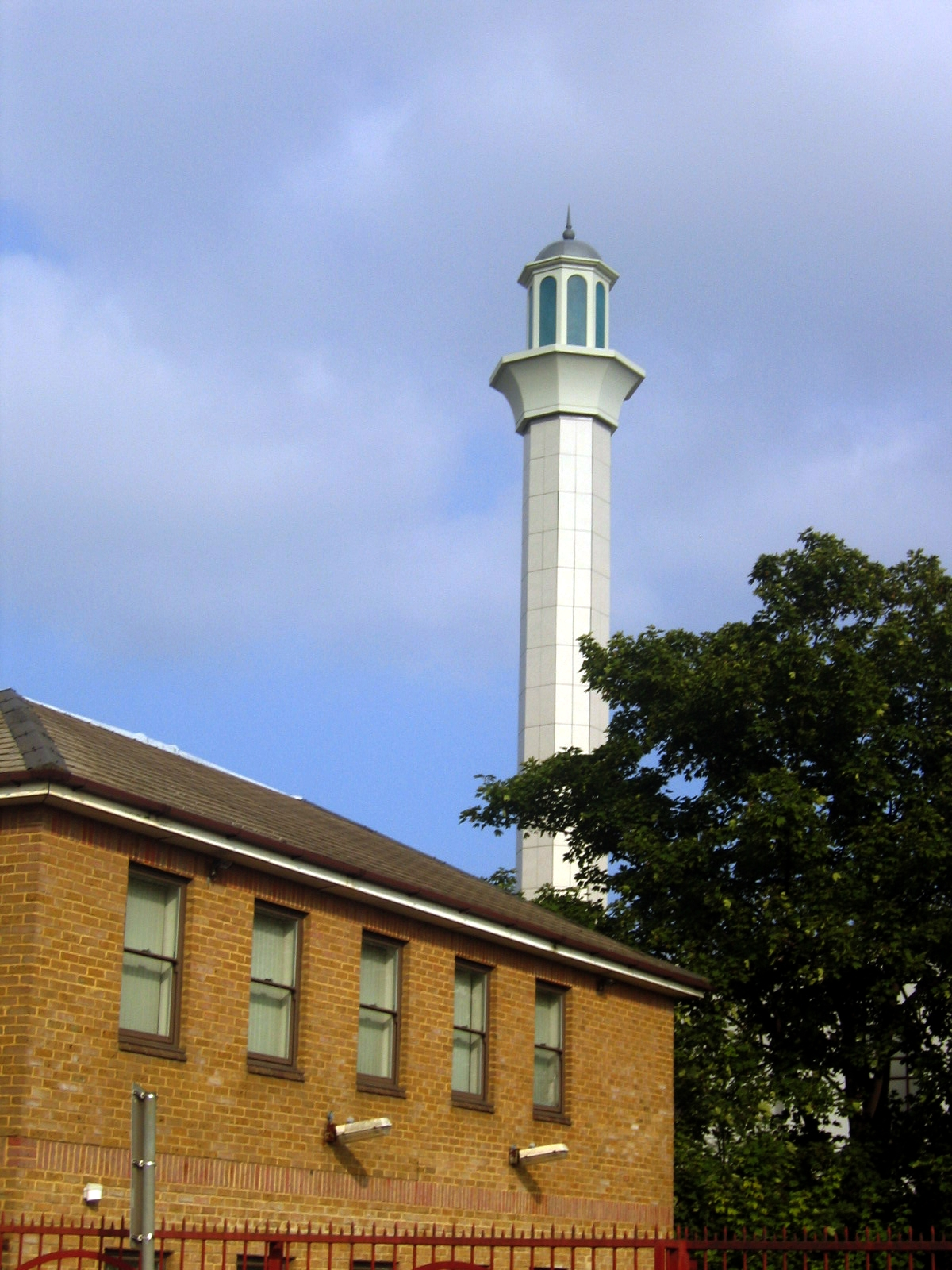
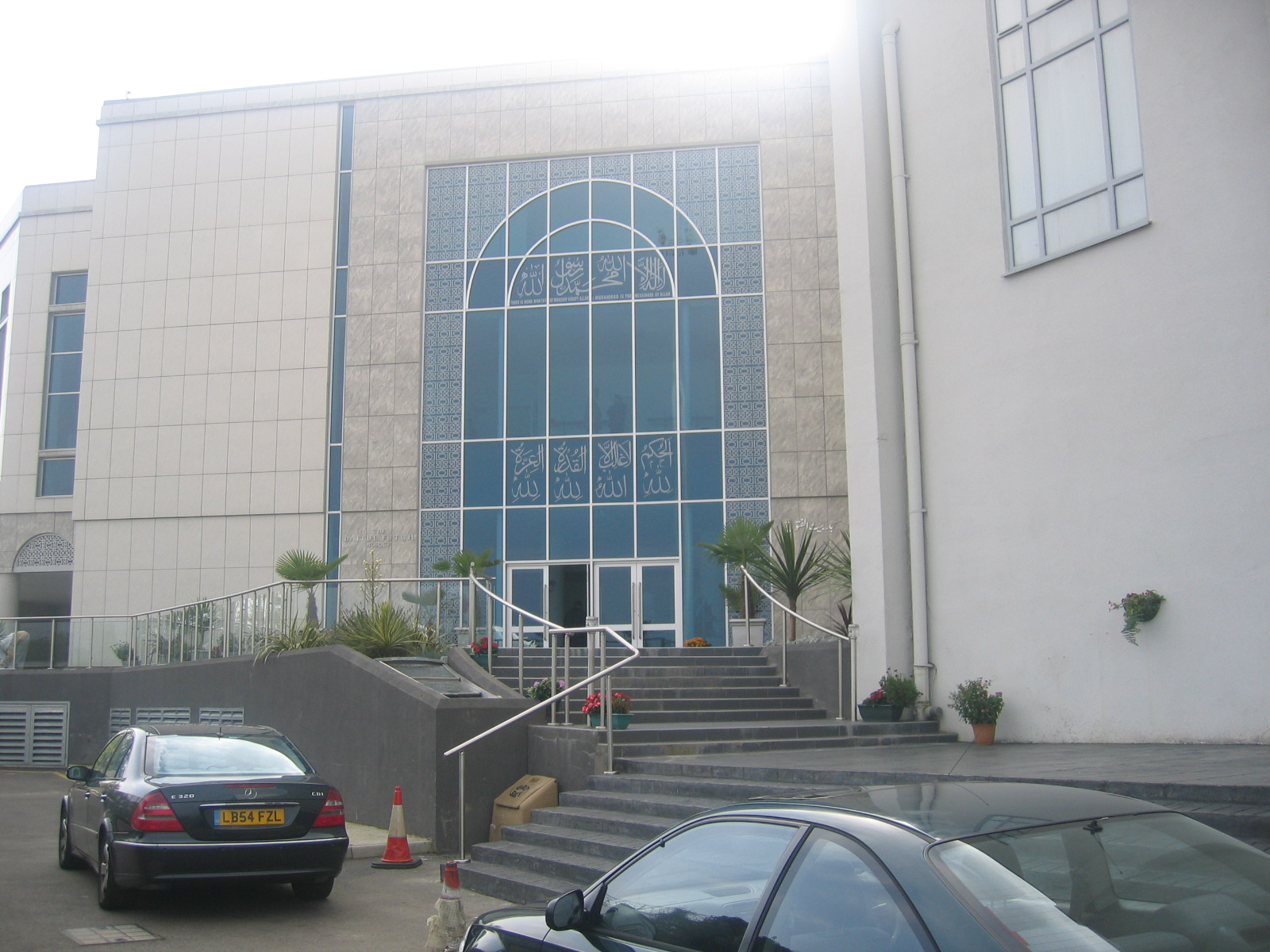
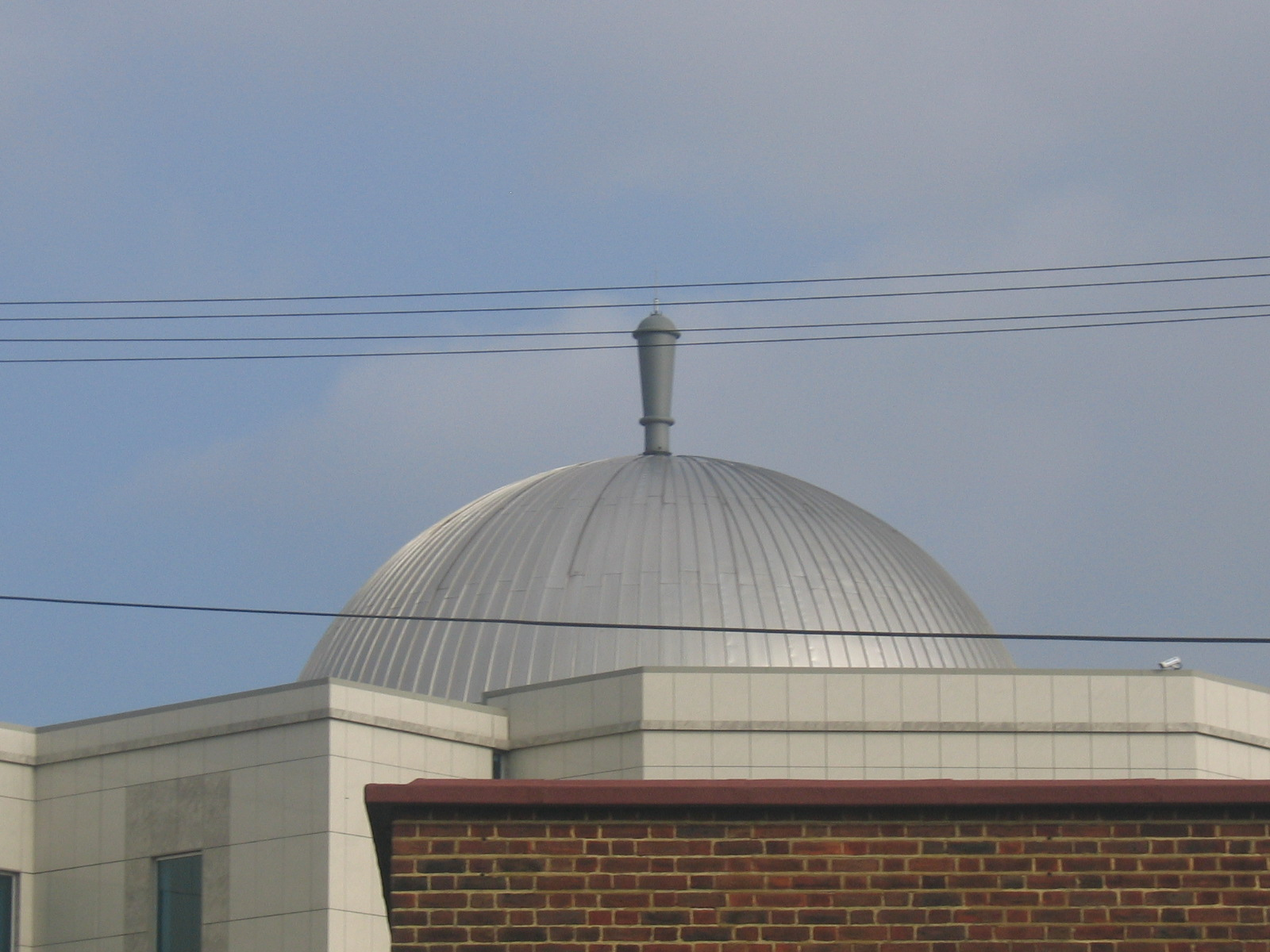
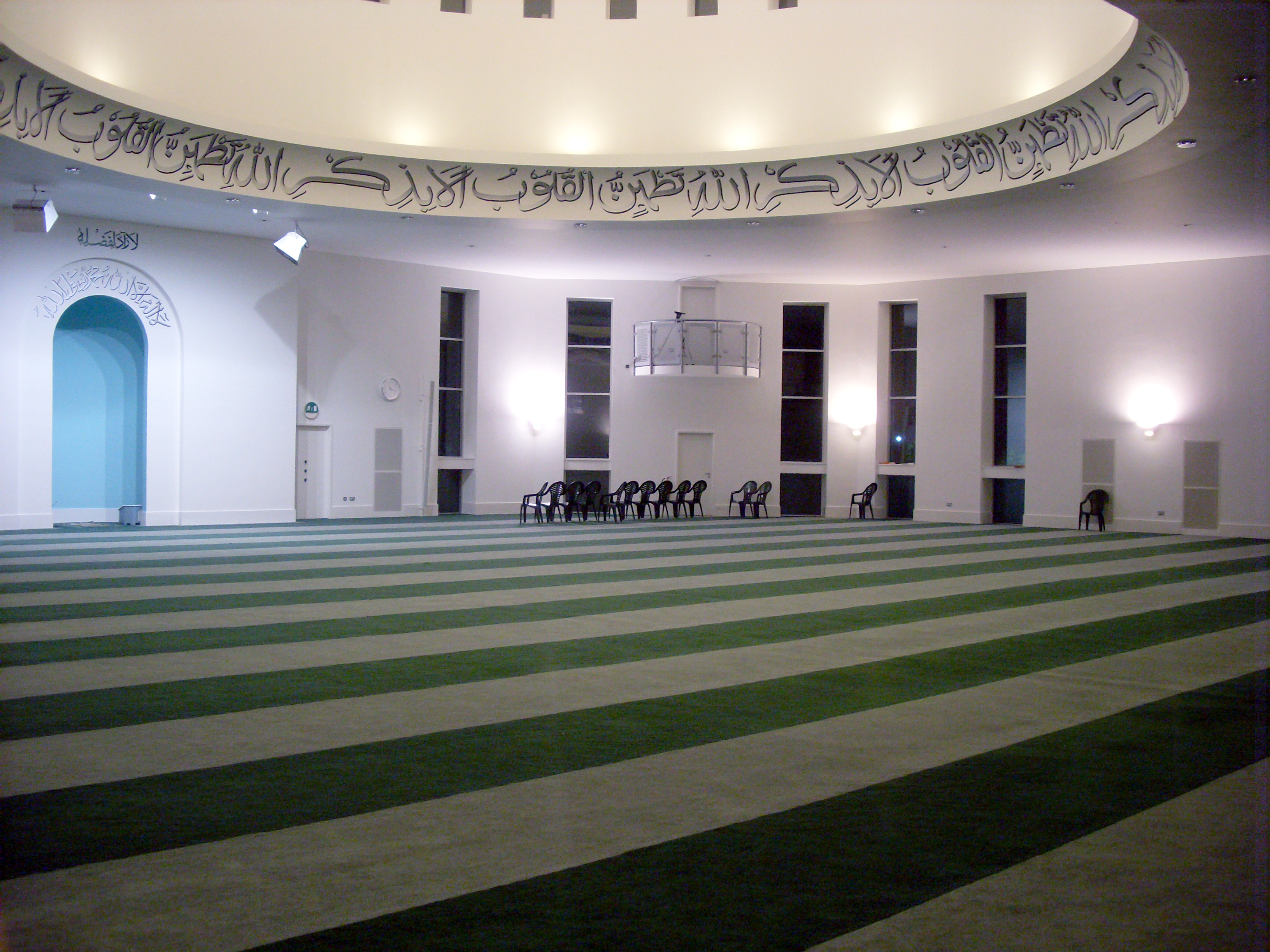